# Eremophila oppositifolia
Eremophila oppositifolia, también conocido como  weeooka (Se pronuncia huiúca) o arbusto emú de hojas gemelas (twin -leaf emu bush), es un arbusto o árbol pequeño nativo de Australia.

## Descripción
La especie puede crecer hasta 10 metros de altura y tiene flores blancas, cremas, amarillas, rosas o rojas que salen entre principios de otoño y mediados de primavera (marzo a octubre en Australia).

## Taxonomía
La primera descripción de la especie por el botánico Robert Brown en 1810.

## Distribución
La especie crece en Australia Occidental, Australia Meridional, Queensland, Nueva Gales del Sur y Victoria.